# Operação Payback
Operação Payback (payback - palavra em inglês que pode ser traduzida no contexto como retaliação) se tratou de um grupo de ataques coordenados e descentralizados a destacadas  organizações de combate a pirataria na internet por ciberativistas usando o codinome Anonymous. Tal operação se iniciou como uma retaliação a ataques de negação de serviço, ou em inglês Denial Services, a sites de torrent e foi considerada a mais complexa operação do grupo.
A reação inicial gerou uma onda de ataques às maiores organizações pró-direito autoral e anti-pirataria, escritórios de advocacia e indivíduos e provocou, também, o prejuízo de milhões de dólares.
Junto a esse fato, os ativistas também se mobilizaram contra as retaliações feitas ao WikiLeaks após o vazamento de telegramas diplomáticos dos Estados Unidos em Dezembro de 2010. Os organizadores começaram ataques de negação de serviços aos sites de empresas que bloquearam as doações bancárias a organização WikiLeaks, como a MasterCard e a PayPal. Além disso, atacaram a Amazon que  era usada como servidor do site Wikileaks e que havia sob ordens do governo dos EUA suspendido o acesso a ele, impedindo seu funcionamento. É por isso que a operação ficou conhecida por alguns membros do Anonymous como Operação Avange Assange (ou vingar Assange em português) em referência ao fundador do WikiLeaks.
Entre os resultados das ações está a demonstração de poder do grupo pela sua eficiência técnica e capacidade de organização e também por conta de sua repercussão pelo mundo, no caso do Brasil, fomentou a criação da vertente brasileira do grupo.

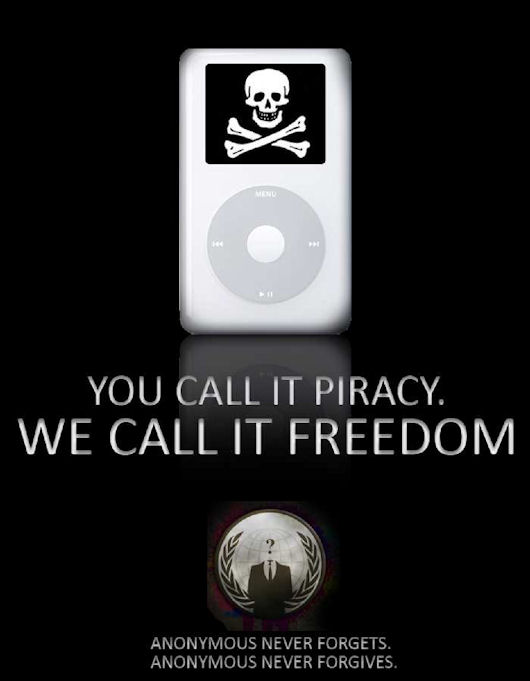
Flyer para a operação Payback

## Antecedentes e Ataques Iniciais
Em 2010, várias companhias de Bollywood contrataram a Aiplex Software para lançar ataques de negação de serviço em sites que não respondiam as notificações de atividade ilegal na internet (bloqueio de conteúdo ilegal). Ativistas pró-pirataria então criaram a Operação Payback em setembro de 2010 em retaliação. O plano original era atacar Aiplex Sofware diretamente, mas, algumas horas antes da ação, descobriram que outra pessoa tinha derrubado o site da firma fazendo com  que o alvo da operação fosse redirecionado. Este passou a ser os sites de entidades de defesa de direitos autorais: Motion Picture Association of America (MPAA) e a Federação Internacional da Indústria Fonográfica, bloqueando seu acesso por cerca de 30 horas. Nos dias seguintes  a operação atingiu uma série de sites afiliados a MPAA: Recording Industry Association of America (RIAA) e a  British Phonographic Industry.  Ainda, foram atacados também escritórios de advocacia de defesa de direitos autorais como a ACS:Law, Davenport Lyons and Dunlap, Grubb & Weaver (of the US Copyright Group).

## Ataques na industria fonográfica

### Escritórios de Advocacia
Em 21 de Setembro de 2010 o site do escritório de advocacia da firma britânica  ACS:Law foi submetido a ataques de negação de serviço como parte da Operação Payback. Quando questionado sobre os ataques, Andrew Crossley, proprietário da  ACS:Law, disse: "Foi derrubado por poucas horas. Eu me preocupo mais com o fato do meu trem aparecer dez minutos atrasado ou pegar uma fila para o café do que gastar meu tempo com esse tipo de lixo”."
Quando o site voltou online uma pasta de 350 MB, que era um backup do site, ficou visível para qualquer um por um curto período de tempo. O backup (ou a cópia de segurança), que incluía cópias de emails enviados pela empresa, foi baixado e disponibilizado em várias redes P2P e sites incluindo o Pirate Bay. Alguns dos emails continham arquivos de Excel descriptografados, listando os nomes e endereços de pessoas que a ACS:Law  tinha acusado de compartilhar ilegalmente mídia. Um continha mais de 5 300 clientes de um servidor de internet, o Sky broadband, que teria acusado-os de compartilharem ilegalmente pornografia enquanto outra continha detalhes de 8 000 clientes da Sky e  400 clientes da Plusnet   acusados de infringirem os direitos autorais de música ao compartilharem em redes P2P (peer-to-peer[18] ). Esta suposta violação da Lei de Protecção de Dados tornou-se parte da investigação em curso ao escritório ACS:Law pelo  Information Commissioner's Office, departamento do governo britânico.
Em 30 de setembro do mesmo ano o escritório em Leesburg na Vírgina da Dunlap, parte do grupo  Grubb & Weaver de advocacia que também trabalhava como o "U.S. Copyright Group" (grupo de defesa de direito autoral) foi evacuado pela polícia depois de receberem uma ameaça de bomba via email. Acredita-se que o evento poderia estar conectado com Anonymous. Non-related copyright or law firms sites, such as websheriff.com, were also attacked. These attacks were originally organized through an Internet Relay Chat channel. Escritórios sem qualquer relação com direitos autorais e sites de escritórios de advocacia, como o websheriff.com, também foram atacados. Esses ataques foram originalmente organizados através de um canal de Internet Relay Chat, um protocolo de comunicação utilizado na Internet. Esses ataques tornam-se também tópicos populares no Twitter.

### Organização Australiana de defesa de direitos autorais
Em 27 de Setembro de 2010, os ataques de negação de serviço a Australian Federation Against Copyright Theft (AFACT) derrubaram involuntariamente 8000 pequenos sites hospedados pelo mesmo servidor.

### ACAPOR
Em Setembro de 2010, numa tentativa de assegurar que os cidadãos portugueses não pudessem acessar o thepiratebay.org, a Associação do Comércio Audiovisual de Portugal (ACAPOR) moveu uma denúncia contra The Pirate Bay junto da Inspeção geral de Atividades Culturais, departamento parte do Ministério da Cultura. De acordo com a associação de aluguer de filmes, The Pirate Bay é diretamente responsável por cerca de 15 milhões de downloads em Portugal todos os anos. Através da instalação de um bloqueador do Pirate Bay em todos os provedores de serviço de internet (ISPs), a ACAPOR esperava diminuir os prejuízos financeiros que a The Pirate Bay estaria a causar.
Em 18 de Outubro de 2010, o site da ACAPOR foi danificado, apresentando um texto da Operação Payback e redirecionando os usuários ao site The Pirate Bay depois de alguns segundos. Além disso, uma cópia do email da base de dados da ACAPOR foi transferida para o The Pirate Bay. Os e-mails vazados até aquele momento revelaram os método de denúncia da ACAPOR, insatisfação com o governo português e com o sistema de justiça, sua percepção do debate acerca de direitos autorais como uma guerra e seu antagonismo com os ISPs. A ACAPOR  alega que: "o negócio de provedores de serviço de internet é um caso de  download ilegal".

### Músicos e direitos autorais
Durante a uma convenção da MIPCOM, Gene Simmons da KISS declarou:
| “              | Assegure-se que sua marca está protegida...Assegure-se que não há invasores. Seja contestador. Processe todo mundo. Tire suas casas, seus carros. Não deixe ninguém cruzar a linha. | ” |
| — Gene Simmons | |   |

Em resposta aos comentários de Simmons, membros da Operação Payback  deslocaram suas atenções para seus dois sites, SimmonsRecords.com e GeneSimmons.com,  deixando os dois offline por 38 horas. Em algum momento deste período de ataque, GeneSimmons.com foi hackeado  e redirecionado para o ThePirateBay.org, Em resposta a esses ataques Simmons escreveu:

Alguns de vocês devem ter ouvido que nossos sites foram ameaçados por hackers.
Nosso time de advogados e o FBI  estão atuando no caso e nós achamos alguns, podemos dizer jovens “aventureiros”, que sentem que estão acima da lei.
E como eu declarei no meu discurso na MIPCOM , nós vamos processá-los.
Primeiramente serão punidos.
Em seguida, eles se encontrarão na cadeia ao lado de alguém que está lá há anos e está a procura de uma nova “namorada”.
Logo nós estaremos divulgando seus nomes e fotos.
Logo nós os encontraremos.
Vocês não podem se esconder.
Mantenham-se sintonizados.

Isso levou a mais ataques e derrubada de seus sites por um tempo adicional.. Mais tarde, a mensagem de Simmons foi removida de seu site. Mais de um ano depois, em Dezembro de 2011, uma pessoa supostamente com o codinome/apelido spydr101"  foi presa acusada de ter relação com o ataque GeneSimmons.com. Ele foi denunciado pelos crimes de conspiração e  prejuízos contábeis não autorizados de um computador protegido.

### RIAA
Em 6 de Outubro de 2010, a LimeWire foi ordenada a  desabilitar “ as funções de pesquisa, download e upload de arquivos e venda ou distribuição de arquivos” após perder uma batalha judicial movida pela Recording Industry Association of America (RIAA) sobre queixas de infração de direitos autorais.Não satisfeito com essa medida, a RIAA anunciou sua intenção de continuar o processo Arista Records LLC v. Lime Group LLC para recuperar os danos causados pelo programa. Em retaliação, membros da Operação Payback anunciaram que eles iriam atacar o site da RIAA em 29 do mesmo mês, apesar de usualmente não atacar o mesmo alvo mais de uma vez. Nesse dia, riaa.org ficou de fato offline através de uma ataque de negação de serviço. Depois do ataque os sites riaa.com e riaa.org sites ficaram inacessíveis na Europa. O principal site da Operação Payback foi atacado mais tarde naquele dia e mais tarde moveram o site do domínio tieve.tk para anonops.net.
Durante o período de danos do julgamento de LimeWire, a RIAA  tentou mudar o foco da busca por danos legais por produto pelo de por danos por infração, mas não citou a quantidade de danos totais sofridos e nem um método para calcular o número de infrações. O juiz do caso rejeitou a proposta, afirmando que naquele caso  a jurisprudência não suportaria a ação por danos legais em uma base por produto para infrações de larga escala, assim limitando a indenização em $1.5 bilhões de dólares. Em 15 de Março de 2011, 4 dias após a decisão, um parecer apareceu no site Law.com enfatizando a observação do juiz que a soma estimada pelo cumprimento do pagamento das infrações cobrada pelas gravadoras girava em torno de trilhões;  o relatório estimava $75 trilhões em seu título chamativo (USA's nominal GDP in 2012-2013 was about $16–17 trillion). Esse comportamento foi repetido pela PC Magazine em 23 de março. Seguiram-se chamados por uma nova Operation Payback em retaliação, citando a solicitação da RIAA pelos $75 trilhões, resultando em ataques DDoS ao website da RIAA em 25 de março.

### Ataques de 5 de Novembro de 2010
Por volta do dia 28 de Outubro de 2010, o grupo criou um novo site com intenção de coordenar protestos pelo mundo para trazer consciência sobre a causa do grupo. A data do protesto foi marcada para o dia 5 de Novembro, o planejado para a Conspiração da Pólvora em 1605, com a qual o Anonymous possui uma forte conexão atestada pelo uso da máscara de  Guy Fawkes.
Os protestos incluíram ataques ao United States Copyright Office, depois que o FBI lançou uma investigação. Depois prenderam uma pessoa acusada de participar no ataque a PayPal.

### Hiato e retomada dos ataques a sites
Em 9 de Novembro de 2010 a Operação Payback parou de atacar sites. O hiato durou por cerca de 4 meses, acabando no começo de Março do ano seguinte com um ataque que derrubou temporariamente o site da BMI, uma importante sociedade defesa de direitos autorais para compositores e produtores musicais nos EUA.Este foi seguido do já mencionado Segundo ataque ao site da RIAA.

## Sarah Palin
Em 8 de dezembro a política estadunidense Sarah Palin anunciou que seu site  e suas  informações do seu cartão de crédito pessoal foram comprometidas. A equipe da política defende que o ataque foi executado pelo Anonymous, apesar do grupo nunca ter comentado que a política seria um alvo possível dos ataques. Numa entrevista à RT, um membro do Anonymous afirmou: “Nós não nos importamos muito com Sarah Palin para ser honesto. Eu realmente não entendo o que ela está tentando fazer ou quanta atenção ela quer ganhar. Nós pessoalmente não nos importamos com Sarah Palin."  A equipe técnica da política postou uma foto (screenshot) de um arquivo  (server log file) mostrando a URL do site  wikileaks.org URL  Os ataques a Visa se trataram de ataques de negação de serviço, mas os dados do cartão de crédito não  foram comprometidos. Não se sabe ao certo se o cartão de Palin foi comprometido por um ataque em massa a Visa ou um ataque específico a ela. Seu email já havia sido hackeado durante sua campanha a presidência em 2008.

## Operação Vingar Assange
Em dezembro de 2010,WikiLeaks sofreu intensa pressão para parar de publicar mensagens diplomáticas secretas dos Estados Unidos. Corporações como Amazon, PayPal, BankAmerica, Swiss bank,PostFinance, MasterCard e Visa atentendo a pressões políticas oupararam de trabalhar com ou “congelaram” as doações de seus clientes para o WikiLeaks  Em resposta, indivíduos por trás da Operação Payback, direcionaram suas atividades contra estas corporações. A Operação Payback lançou, então, ataques DDoS contra PayPal, PostFinance e a Autoridade de Acusação Sueca. Em 8 de dezembro de 2010, um ataque DDos coordenado pela Operação Payback derrubou os websites MasterCard e Visa. Em 9 de dezembro de 2010,um ataque DDos anterior ao ataque realizado ao site do PayPal causou um pequeno atraso em seus serviços, PayPal anunciou em seu blog que iria liberar os fundos congelados na conta de Wau Holland Foundation que estava arrecadando fundos para a WikiLeaks,mas não iria reativar a conta. Sobre os ataques, o porta-voz da WikiLeaks Kristinn Hrafnsson negou qualquer envolvimento com o grupo e disse " Nós não condenamos ou comemoramos estes ataque. Acreditamos que são  reflexo da opinião pública das atuação de seus alvos." No mesmo dia, um garoto de 16 anos foi preso na Holanda, por estar em contato com a distribuição de informações dos ataques contra a MasterCard e a PayPal. Ele seria um operador de IRC que utilizava o nome de usuário Jeroenz0r.
Em 10 de dezembro de 2010,The Daily Telegraph reportou que o Anonymous havia ameaçado desativar sites do governo britânico,caso Assange fosse extraditado para a Suécia Anonymous publicou um comunicado de imprensa numa tentativa de esclarecer o problema.
O cofundador da Electronic Frontier Foundation,John Perry Barlow, descreveu os ataques como " Um tiro escutado ao redor do mundo-isto é Lexington (em referência a uma importante batalha para as Guerras de Independência dos Estados Unidos)."
A seguir contem uma lista de sites e domínios que foram alvos conhecidos:
| Alvo                          | Site                    | Data do Ataque        | Ref.          |
| ----------------------------- | ----------------------- | --------------------- | ------------- |
| PostFinance                   | postfinance.ch          | 2010-12-06            | [ 67 ]        |
| Swedish Prosecution Authority | aklagare.se             | 2010-12-07            | [ 85 ]        |
| EveryDNS                      | everydns.com            | 2010-12-07            | [ 65 ]        |
| Joseph Lieberman              | lieberman.senate.gov    | 2010-12-08            | [ 86 ]        |
| MasterCard                    | mastercard.com          | 2010-12-08            | [ 87 ]        |
| Borgstrom and Bodström        | advbyra.se              | 2010-12-08            | [ 86 ]        |
| Visa                          | visa.com                | 2010-12-08            | [ 88 ]        |
| Sarah Palin                   | sarahpac.com            | 2010-12-08            | [ 60 ]        |
| PayPal                        | thepaypalblog.com       | 2010-12-09            | [ 89 ]        |
| Amazon                        | amazon.com              | 2010-12-09 (abortada) | [ 90 ] [ 91 ] |
| PayPal                        | api.paypal.com:443      | 2010-12-10            | [ 92 ]        |
| MoneyBookers                  | moneybookers.com        | 2010-12-10            | [ 93 ]        |
| Conservatives4Palin           | conservatives4palin.com | 2010-12-10            | [ 94 ]        |

A tentativa da Operação Payback de derrubar a Amazon.com foi cancelada após eles falharem em recrutar usuários suficientes para o seu botnet. Segundo a rede de televisão CNN o site da Amazon seria" praticamente impossível de quebrar".
No final de dezembro, o FBI começou uma incursão contra os suspeitos de fazerem parte da Operação Payback.
No começo de 2011, a Operação Payback derrubou sites governamentais do Zimbabwe após a esposa do presidente do país processar em $15 milhões um jornal que publicou uma mensagem privada do Wikileaks que alegava que ela estaria conectada com uma troca ilegal de diamantes. Em 27 de Janeiro de 2011, cinco homens com idade entre 15 e 26 anos foram presos em uma batida policial no Reino Unido sob suspeita de estarem envolvidos no caso, ao mesmo tempo nos Estados Unidos  o FBI emitiu 40 mandados de busca.

## Crítica as Ações
O departamento de propriedade intelectual do Reino Unido disse que quando seu site foi atacado os responsáveis estavam privando seus cidadãos do acesso a informações, acesso esse que seria um direito democrático do povo.
Um porta-voz da MPAA disse: "é preocupante que estes parecem mais preocupados com os direitos daqueles que roubam e copiam filmes,musicas,livros e outros recursos criativos do que com os direitos dos trabalhadores americanos que fabricam estes produtos."
Ainda, fizeram críticas o Pirate Party UK e United States Pirate Party, que em uma declaração pública conjunta encorajaram o grupo a "interromper imediatamente os ataques DDos e procurar um método legal para expressar suas frustrações e desconfortos com a indústria de copyright, e também com as ações desta ao "adaptarem as leis objetivando para ganho pessoal".
Ciber especialistas ao mesmo tempo que reconheceram que os ataques DDoS nos  sites de cartões de crédito e bancos servem como protestos políticos, afirmaram que a Operação Payback não fez nenhum dano a longo prazo: "a maioria dos sites estão online novamente, estes ataques não penetraram ou derrubaram sistemas operacionais bancários usados para conduzir transações, e as pessoas  continuam utilizando seus cartões de créditos para realizar pagamentos. As ações seriam mais como uma demonstração política barulhenta, como uma multidão em um banco que não permite ninguém entrar ou sair", disse um ciber especialista.

## Ferramentas e comunicação
Para realizarem os ataques DdoS os participantes da Operação Payback usaram uma versão modificada do Low Orbit Ion Cannon (LOIC). Tal só pode ocorrer porque em Setembro de 2010, um módulo de “pensamento coletivo” fora adicionado ao LOIC. Assim, utilizando o módulo de pensamento coletivo o LOIC conectava-se ao IRC permitindo que ele pudesse ser  controlado remotamente e também o que permitia que os computadores que possuem LOIC instalado se comportassem como se fossem parte de uma botnet. Para a ação Botnets de todos os tamanhos foram utilizadas. Utilizando essa ferramenta, os coordenadores da Operação Payback conseguiram derrubar rapidamente sites pertencentes a grupos anti pirataria[109] e aqueles que haviam retaliado de alguma forma a WikiLeaks.
Sobre a forma de atuação os indivíduos participantes da Operação Payback declararam usar um canal IRC para se comunicarem sobre os alvos que  seriam selecionados e depois produziam "posters de ataque" e os postavam em fóruns de comunicação como (4chan/7chan/711chan/420chan/808chan). Ainda, mídias como Twitter e Facebook também eram usadas para a organização até em 8 de dezembro de 2010 a página do Facebook da Operação Payback foi removida e sua conta oficial do Twitter foi suspensa. Adicionalmente a esses reveses uma ordem  da Corte de Justiça forçou a Encyclopedia Dramática a deletar o artigo sobre a Operação Payback, este  continha um histórico detalhado da operação, incluindo informações pessoais de alguns indivíduos associados com as companhias atacadas.